# 도예성
도예성(본명: 황동현, 1987년 1월 24일 ~ ) 은 대한민국의 영화배우이다.

### 경력
- TOYOTA 자동차

## 출연 작품

### 영화
- 2008년 〈쌍화점〉- 호위무사 최관 역
- 2011년 〈아테나: 더 무비〉- 정경원 역

### 뮤지컬
- 2009년 〈펌프보이즈〉

### 드라마
- 2010년 SBS 《아테나: 전쟁의 여신》 - 정경원 역
- 2012년 tvN 《제3병원》 - 신경외과 레지던트 역

### 뮤직 비디오
- 2010년 〈허각 - 언제나〉
- 2010년 〈바이브 - 다시 와주라〉
- 2008년 〈메이비 - 어쩜 좋아〉